# Hans-Jürgen Pohmann
Hans-Jürgen Pohmann (Colònia, Alemanya Occidental, 23 de maig de 1947) és un exjugador professional de tennis alemany.
Al llarg de la seva carrera va guanyar dos títols individuals i cinc més en dobles. Va formar part de l'equip d'Alemanya Occidental de Copa Davis i va arribar a disputar la final de l'edició de 1971.
A partir de 2011 va començar a treballar com a comentarista del canal alemany Rundfunk Berlin-Brandenburg (RBB).
És fill d'Inge Pohmann, que també fou tennista a finals dels anys 1940 i 1950, i que fou sub-campiona en el campionat alemany de tennis en tres ocasions.

## Palmarès

### Individual: 4 (2−2)
| Títols per superfície |
| --------------------- |
| Dura (1−3)            |
| Gespa (0−0)           |
| Terra batuda (1−0)    |

| Resultat  | Núm. | Data                   | Torneig                         | Superfície   | Oponent           | Marcador           |
| --------- | ---- | ---------------------- | ------------------------------- | ------------ | ----------------- | ------------------ |
| Guanyador | 1.   | 10 de juny de 1973     | Berlín, Alemanya Occidental     | Dura         | Karl Meiler       | 6−3, 3−6, 6−3, 6−3 |
| Guanyador | 2.   | 9 de juliol de 1973    | Düsseldorf, Alemanya Occidental | Terra batuda | Jürgen Fassbender | 6−2, 6−3, 6−3      |
| Finalista | 1.   | 16 de novembre de 1974 | Manila, Filipines               | Dura         | Ismail El Shafei  | 6−7, 1−6           |
| Finalista | 2.   | 20 de juny de 1976     | Berlín                          | Dura         | Víctor Pecci      | 1−6, 2−6, 7−5, 3−6 |

### Dobles masculins: 20 (6−14)
| Títols per superfície |
| --------------------- |
| Dura (1−5)            |
| Gespa (0−0)           |
| Terra batuda (5−8)    |

| Resultat  | Núm. | Data                   | Torneig                      | Superfície   | Parella           | Oponents                         | Marcador                     |
| --------- | ---- | ---------------------- | ---------------------------- | ------------ | ----------------- | -------------------------------- | ---------------------------- |
| Guanyador | 1.   | 22 de juliol de 1972   | Kitzbühel, Àustria           | Terra batuda | Jürgen Fassbender | Mal Anderson Geoff Masters       | 7−6, 6−4, 6−4                |
| Guanyador | 2.   | 4 de juny de 1973      | Berlín, Alemanya Occidental  | Dura         | Jürgen Fassbender | Joaquín Loyo Mayo Raúl Ramírez   | 4−6, 6−4, 6−4                |
| Guanyador | 3.   | 11 de juny de 1973     | Hamburg, Alemanya Occidental | Terra batuda | Jürgen Fassbender | Manuel Orantes Ion Țiriac        | 7−6, 7−6, 7−6                |
| Finalista | 1.   | 21 d'octubre de 1973   | Manila, Filipines            | Dura         | Jürgen Fassbender | Marcello Lara Sherwood Stewart   | 2−6, 0−6                     |
| Finalista | 2.   | 15 de maig de 1974     | Múnic, Alemanya Occidental   | Terra batuda | Jürgen Fassbender | Antonio Muñoz Manuel Orantes     | 6−2, 4−6, 6−7, 2−6           |
| Guanyador | 4.   | 20 de maig de 1974     | Hamburg (2)                  | Terra batuda | Jürgen Fassbender | Brian Gottfried Raúl Ramírez     | 6−3, 6−4, 6−4                |
| Finalista | 3.   | 5 d'agost de 1974      | Indianapolis, Estats Units   | Terra batuda | Jürgen Fassbender | Jimmy Connors Ilie Năstase       | 7−6, 3−6, 4−6                |
| Finalista | 4.   | 5 d'agost de 1974      | Louisville, Estats Units     |              | Jürgen Fassbender | Erik van Dillen Charlie Pasarell | 2−6, 3−6                     |
| Finalista | 5.   | 12 d'agost de 1974     | Mont-real, Canadà            | Terra batuda | Jürgen Fassbender | Manuel Orantes Guillermo Vilas   | 1−6, 6−2, 2−6                |
| Finalista | 6.   | 19 d'agost de 1974     | Boston, Estats Units         | Terra batuda | Marty Riessen     | Robert Lutz Stan Smith           | 6−3, 4−6, 3−6                |
| Finalista | 7.   | 3 de novembre de 1974  | Jakarta, Indonèsia           | Dura         | Jürgen Fassbender | Ismail El Shafei Roscoe Tanner   | 5−7, 3−6                     |
| Finalista | 8.   | 4 de març de 1975      | Londres, Regne Unit          | Dura         | Jürgen Fassbender | Paolo Bertolucci Adriano Panatta | 3−6, 4−6                     |
| Guanyador | 5.   | 7 de juliol de 1975    | Gstaad, Suïssa               | Terra batuda | Jürgen Fassbender | Colin Dowdeswell Ken Rosewall    | 6−4, 9−7, 6−1                |
| Finalista | 9.   | 4 d'agost de 1975      | Indianapolis (2)             | Terra batuda | Wojtek Fibak      | Juan Gisbert Manuel Orantes      | 5−7, 0−6                     |
| Finalista | 10.  | 18 d'agost de 1975     | Columbus, Estats Units       | Dura         | Jürgen Fassbender | Robert Lutz Stan Smith           | 2−6, 7−6, 3−6                |
| Finalista | 11.  | 10 de novembre de 1975 | Buenos Aires, Argentina      | Terra batuda | Jürgen Fassbender | Paolo Bertolucci Adriano Panatta | 6−7, 7−6, 4−6                |
| Finalista | 12.  | 4 de maig de 1976      | Múnic (2)                    | Terra batuda | Jürgen Fassbender | Juan Gisbert Manuel Orantes      | 6−1, 3−6, 2−6, 3−2, retirada |
| Finalista | 13.  | 20 de juny de 1976     | Berlín                       | Dura         | Jürgen Fassbender | Patricio Cornejo Antonio Muñoz   | 5−6, 1−6                     |
| Guanyador | 6.   | 4 de juliol de 1976    | Gstaad (2)                   | Terra batuda | Jürgen Fassbender | Paolo Bertolucci Adriano Panatta | 7−5, 6−3, 6−3                |
| Finalista | 14.  | 18 de juliol de 1976   | Kitzbühel                    | Terra batuda | Jürgen Fassbender | Jiří Hřebec Jan Kodeš            | 7−6, 2−6, 4−6                |

### Dobles mixts: 2 (1−1)
| Títols per superfície |
| --------------------- |
| Dura (0−0)            |
| Gespa (0−0)           |
| Terra batuda (1−1)    |

| Resultat  | Núm. | Data               | Torneig                      | Superfície   | Parella          | Oponents                             | Marcador |
| --------- | ---- | ------------------ | ---------------------------- | ------------ | ---------------- | ------------------------------------ | -------- |
| Guanyador | 1.   | 11 de juny de 1973 | Hamburg, Alemanya Occidental | Terra batuda | Pat Pretorius    |                                      |          |
| Finalista | 1.   | 20 de maig de 1974 | Hamburg                      | Terra batuda | Katja Ebbinghaus | Heide Schildknecht Jürgen Fassbender | 6−7, 3−6 |

## Trajectòria

### Individual
| Open d'Austràlia | A | A  | A  | A  | A  | A  | A  | A  | A  | 0 / 0 | 0 − 0 |
| Roland Garros | A | 2R | 2R | A  | A  | 3R | QF | A  | A  | 0 / 4 | 8 − 4 |
| Wimbledon | A | A  | A  | A  | A  | 4R | 1R | 1R | 2R | 0 / 4 | 4 − 4 |
| US Open | A | A  | A  | 1R | 1R | 1R | 1R | 3R | 2R | 0 / 6 | 3 − 6 |
| Rànquing a final d'any |   |    |    |    |    | 37 | 44 | 74 | 40 |       |       |
| Llegenda: G: Guanyador; F: Finalista; SF: Semifinalista; QF: Quarts de final; Q: Qualificació; A: Absent; RR: Round Robin |   |    |    |    |    |    |    |    |    |       |       |

### Dobles
| Open d'Austràlia | A  | A  | A  | A  | A  | A  | A  | A  | A  | 0 / 0 | 0 − 0  |
| Roland Garros | A  | 3R | 1R | A  | 1R | SF | QF | A  | QF | 0 / 6 | 12 − 6 |
| Wimbledon | 1R | 1R | A  | 1R | A  | 2R | 1R | SF | 1R | 0 / 7 | 5 − 7  |
| US Open | A  | A  | A  | 1R | 1R | 3R | A  | 3R | 2R | 0 / 5 | 5 − 5  |
| Llegenda: G: Guanyador; F: Finalista; SF: Semifinalista; QF: Quarts de final; Q: Qualificació; A: Absent; RR: Round Robin |    |    |    |    |    |    |    |    |    |       |        |